# Richard Petzoldt
Richard Johannes Petzoldt (* 12. November 1907 in Plauen; † 14. Januar 1974 in Leipzig) war ein deutscher Musikwissenschaftler und Musikkritiker.

## Leben
Petzoldt wurde 1907 als Sohn eines Kaufmanns im Vogtland geboren und wuchs in Berlin auf. Nach dem Abitur studierte er an der dortigen Friedrich-Wilhelms-Universität Musikwissenschaft bei Johannes Wolf, Hermann Abert, Arnold Schering, Hans Joachim Moser, Friedrich Blume, Erich Maria von Hornbostel, Curt Sachs und Georg Schünemann. 1933 wurde er bei Arnold Schering mit der Dissertation Die Kirchenkompositionen und weltlichen Kantaten Reinhard Keisers (1674–1739) zum Dr. phil. promoviert.
Ab 1934 war er als Redakteur für die Allgemeine Musikzeitung in Berlin, später Leipzig, tätig. 1939 wurde er deren Chefredakteur. Außerdem schrieb er für das Berliner Tageblatt. Von 1940 bis 1945 leistete er Kriegsdienst. Nach dem Zweiten Weltkrieg arbeitete er als Musikkritiker für verschiedene Zeitungen und Zeitschriften und als Mitarbeiter des Kulturamtes der Stadt Leipzig. 1945 war er kurzzeitig Leiter der Städtischen Musikbibliothek in Leipzig. Er übernahm den Neuaufbau und die kommissarische Leitung des Musikwissenschaftlichen Instituts und des Musikinstrumentenmuseums. Von 1946 bis 1952 unterrichtete er Musikgeschichte an der Leipziger Musikhochschule. Außerdem war er ab 1949 Dramaturg am Opernhaus Leipzig und Chefredakteur der Zeitschrift Musik in der Schule.
1952 wurde er Professor mit Lehrauftrag für Musikgeschichte und Direktor des Instituts für Musikerziehung bzw. stellvertretender Direktor des Instituts für Musikwissenschaft der Universität Leipzig. 1967 wurde er Leiter des Musikinstrumentenmuseums und 1969 Ordinarius für Musikwissenschaft an der Sektion Kulturwissenschaften und Germanistik. 1973 erfolgte die Emeritierung.
Petzoldt war in erster Ehe (ab 1933) mit der Schriftstellerin und Übersetzerin Marianne Petzoldt, geb. Graefe (1904–1984), verheiratet. Ihre beiden Töchter wurden ebenfalls Musikwissenschaftlerinnen. 1968 heiratete er die Sängerin und Gesangspädagogin Eleonore, geb. Herrmann (* 1931). Er ist auf dem Leipziger Südfriedhof beigesetzt.

## Publikationen (Auswahl)
- Ludwig van Beethoven (1938)
- Johann Sebastian Bach (Neuaufl., 1950)
- Franz Schubert – Sein Leben in Bildern (1953)
- Peter Tschaikowski – Sein Leben in Bildern (1953)
- Die Oper in ihrer Zeit (1956)
- Giuseppe Verdi (Neuaufl., 1959)
- Geschichte der Musikerziehung (1962)
- Der Leipziger Thomanerchor (1962)
- Wegweiser zur Musik (1962)
- Richard Wagner – Sein Leben in Bildern (1963)